# Facio Platoni

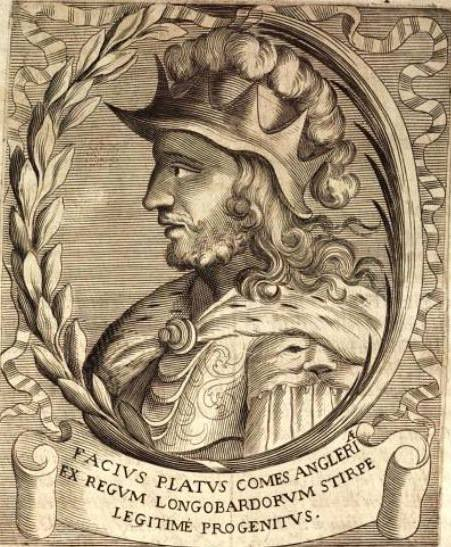
Facio Platoni, Conde de Angheria.

Facio Platoni (Facinio ou Bonifacio) (1014). Segundo alguns autores, foi filho de Bernardo Ansprando , mas em realidade foi filho do Conde Opizzo de Angheria - Oficial de alto grau do Exército do Imperador Otón I do Sacro Império Romano Germánico - e da Abadesa Mathilde de Essen - filha do Duque Liudolfo de Suabia -, e em consequência, sexto neto de Bernardo Ansprando; ademais, era primo em sexto grau consanguíneo por via paterna do Rei Arduino da Itália, sua vida decorre ao redor de fins dos anos de novecentos e até aproximadamente ao ano de 1014.
Junto a seus irmãos, foi Marques de Eporedia e Conde de Angheria Também foi Conde de Mediolani, Senhor de Albizato e Besnato e Cavaleiro da Milícia Dourada, este último título outorgado pelo Vaticano em virtude de sua defesa à Igreja Católica Romana, junto a seu filho primogênito chamado Plato, pelo Antipapa Gregorio VI e ratificado durante o pontificado de Benedicto VIII, datado de 27 de abril de 1014.
Dotado de uma grande capacidade militar, instala-se na zona do atual Borgo Val dei Taro, até esse momento em mãos da Abadia de Bobbio, tomando-o para si, considerando que foi o território de seus antepassados. Ele veio a falecer na região de Plasencia.

## Família
Primeira Cônjuge: Domitilla Di Turris (Dorella ou Donella Della Torre), filha mais velha do Conde Arasmi Della Torre, o mais importante dentre os procuradores do Curtis Turris.
Filho do Primeiro Matrimônio: Plato Platoni, Marquês de Santa Sede, Conde de Angheria, Senhor Soberano de Borgotaro, Senhor Imperial de Parma e de Ceno, Cavaleiro da Milícia Dourada.
Segunda Cônjuge: Gisla, filha do Conde Adalberto.
Filhos do Segundo Matrimônio:
Eliprando ou Ruitprando Platoni: Conde de Angheria e Visconde de Mediolani.
Algilsa: Freira do Monasterio Maior.
Gregorio: Visconde de Plasencia.